# Scandale du Grand Prix automobile de Singapour 2008
Le scandale du Grand Prix automobile de Singapour 2008 (ou crashgate, voire Singapore-gate) naît de l'accident volontaire de Nelson Piquet Jr au treizième tour du Grand Prix de Formule 1 de Singapour 2008, afin de favoriser la victoire de son coéquipier Fernando Alonso.
Cette affaire aura notamment pour suite l'exclusion, jusqu'en 2012, de Flavio Briatore, directeur de Renault F1 Team, du monde de la Formule 1. 

## Révélation du scandale

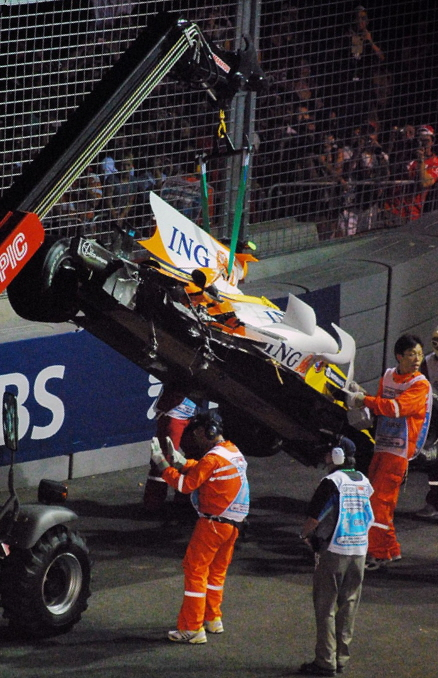
La monoplace de Nelsinho Piquet, volontairement accidentée par son pilote sur ordre de son écurie afin de favoriser le résultat de son coéquipier Alonso au GP de Singapour 2008.

Le 30 août 2009, la chaîne de télévision brésilienne TV Globo révèle qu'elle dispose d'informations prouvant que l'accident contre le mur de la Renault R28 de Nelsinho Piquet au treizième tour du Grand Prix de Singapour, quinzième manche du championnat du monde de Formule 1 2008 disputée le 28 septembre précédent, aurait été planifié par le directeur de l'écurie Flavio Briatore et par l'ingénieur Pat Symonds qui auraient intimé l'ordre au pilote brésilien de se crasher afin de favoriser la victoire de son coéquipier Fernando Alonso, de la manière suivante : Alonso, alors en onzième position est en effet le premier à s'arrêter au stand, dès le douzième tour. Il reprend la piste bon dernier et Piquet dans la foulée a son accident dans le dix-septième virage où il n'y a pas de grue : la voiture de sécurité doit donc sortir. Tous les pilotes en profitent alors pour aller ravitailler, et Alonso, parti de la quinzième place sur la grille, se retrouve en tête derrière la Safety Car, ce qui lui permet de s'imposer au terme des 61 tours. 
La FIA ouvre alors une enquête officielle et convoque un conseil mondial extraordinaire le 21 septembre 2009 pour juger cette affaire. Le 16 septembre, Renault reconnaît la tricherie et renvoie Flavio Briatore et Pat Symonds.

## Sanctions
Le 21 septembre, le tribunal de la FIA énonce son verdict : « À l'occasion d'une réunion extraordinaire du Conseil mondial du sport automobile tenue à Paris le 21 septembre 2009, ING Renault F1 Team a reconnu que l'équipe avait planifié avec son pilote Nelson Piquet Jr de causer délibérément un accident lors du Grand Prix de Singapour 2008, allant à l'encontre du Code sportif international et de la Règlementation sportive de la F1. Renault F1 a déclaré lors de l'audience avoir mené une enquête interne qui a trouvé que Flavio Briatore, Pat Symonds et Nelson Piquet Jr avaient conspiré de causer un accident et qu'aucune autre personne de l'équipe n'était impliquée dans la manigance. »
À l'issue de la délibération du Conseil mondial du sport automobile, Flavio Briatore et Pat Symonds sont reconnus coupables de tricherie ; Briatore est radié à vie du monde de la Formule 1 et de tout sport régi par la FIA, et Symonds écope d'une exclusion de cinq ans. L'écurie Renault, quant à elle, est suspendue à vie avec sursis. Toutefois, cette disqualification ne sera prononcée que si l'écurie Renault est jugée coupable de faits similaires d'ici à la fin de la saison 2011.
Le 18 octobre 2009, Flavio Briatore confirme qu'il entend obtenir l’annulation de sa radiation à vie prononcée en septembre. Il veut saisir le tribunal de grande instance de Paris, où siège la FIA, car il estime que l'absence de limite dans le temps de la sanction infligée est contraire à la jurisprudence de la Cour européenne des droits de l’homme. D'autre part, il remet en cause l'impartialité du jugement car le président du tribunal de la FIA, Max Mosley, est depuis longtemps un de ses détracteurs. Bernie Ecclestone et Luca di Montezemolo, président de Ferrari estiment également que la sanction infligée est trop sévère.
Le 5 janvier 2010, le tribunal de grande instance (TGI) de Paris, saisi par Flavio Briatore, donne raison à l'Italien qui contestait sa radiation à vie. La décision de la FIA est jugée irrégulière par la juridiction française qui annule la radiation à vie prononcée par la FIA, et la condamne à 15 000 euros de dommages et intérêts. Le TGI a également enjoint à la FIA de notifier à ses membres et licenciés le retrait de ces dispositions dans les quinze jours, sous astreinte de 10 000 euros par jour de retard. Le jugement doit aussi être publié dans la presse. L'ancien directeur technique Pat Symonds, suspendu pour cinq ans, a également obtenu gain de cause et 5 000 euros d'indemnités,. Le 11 janvier 2010, la FIA indique souhaiter faire appel de la décision rendue le 5 janvier par le tribunal de grande instance de Paris. Après négociation amiable avec Briatore et Symonds qui s'engagent à ne plus avoir de « fonction opérationnelle » en Formule 1 jusqu’au 31 décembre 2012 et à renoncer à leurs indemnités, la FIA renonce finalement à faire appel le 12 avril 2010.

## Retrait des sponsors de Renault
Le 23 septembre, Bob Bell est nommé directeur d’équipe, mais conserve sa fonction initiale de directeur technique. Le 24 septembre, alors qu'il reste quatre Grands Prix à disputer, ING annonce la fin de sa collaboration avec Renault avec effet immédiat à la suite du scandale. Il en est de même pour l'autre commanditaire principal de l'écurie, Mútua Madrileña, qui fait jouer une clause de retrait (Renault devait se conformer à toutes les règles et règlements de la FIA). Les monoplaces n'arborent plus ni les couleurs d'ING ni celles de Mútua Madrileña jusqu'à la fin de la saison 2009.

## Épilogue
Dans les années 2020, Pat Symonds reprend une place prépondérante dans l'univers des Grand Prix en tant que directeur technique (Chief Technical Officer) de la Formule 1, sous la direction de Stefano Domenicali et aux côtés du directeur sportif Ross Brawn. Il est ainsi grandement impliqué dans le futur de la discipline, notamment sur la conception des Formule 1 de la saison 2022 mais aussi sur les solutions concernant le carburant censé devenir de moins en moins fossile et de plus en plus durable.
Le 21 juin 2024, l'ancienne écurie Renault, nommée Alpine F1 Team depuis la saison 2021, annonce le recrutement de Flavio Briatore en tant que conseiller exécutif.